# David Island (Antarktika)
David Island ist eine Insel vor der Küste des ostantarktischen Königin-Marie-Lands, die durch Felsausläufer an ihrer Nord- und Ostflanke gekennzeichnet ist. Sie liegt jenseits der Davis-Halbinsel inmitten des Shackleton-Schelfeises.
Entdeckt wurde sie im November 1912 von der Mannschaft der Westbasis der Australasiatischen Antarktisexpedition (1911–1914) unter der Leitung des australischen Polarforschers Douglas Mawson. Mawson benannte sie nach seinem Mentor Edgeworth David (1858–1934), der zusammen mit ihm an der Nimrod-Expedition (1907–1909) teilgenommen hatte und nunmehr dem Beratungsgremium von Mawsons Expedition angehörte.